# Mont Lyell (Canada)
Pour les articles homonymes, voir Mont Lyell.
Le mont Lyell, en anglais : Mount Lyell, est une montagne située à la frontière entre les provinces d'Alberta et de Colombie-Britannique, dans l'Ouest du Canada. Il est situé sur la ligne continentale de partage des eaux qui délimite la frontière entre les deux provinces, en partie dans le parc national de Banff.
Le pic a une altitude de 3 504 m. Elle est baptisée par James Hector en 1858, en l'honneur du géologue écossais Sir Charles Lyell.
Il marque la limite entre les bassins versants des rivières Saskatchewan Sud et Columbia.